# Bryonycta pineti
Bryonycta pineti är en fjärilsart som beskrevs av Otto Staudinger 1859. Bryonycta pineti ingår i släktet Bryonycta och familjen nattflyn. Inga underarter finns listade i Catalogue of Life.